# Det Goda Samhället
Det Goda Samhället (DGS) är en nätpublikation som startades 2015 av Patrik Engellau, ordförande för tankesmedjan Den Nya Välfärden. Mottot för sajten är: ”Här skapas samtidens självförståelse.” Den räknas enligt Expo till ytterhögern.
Enligt Reuters Digital News Report nådde sajten fyra procent av de svenskar som konsumerar nyheter online, beräknat på veckobasis 2019 och 2020.  
Det Goda Samhället publicerar dagligen debattartiklar och krönikor i ideologiska, kulturella eller vetenskapliga ämnen. Bland återkommande skribenter kan nämnas Mohamed Omar, Gunnar Sandelin, Richard Sörman, Bitte Assarmo, Birgitta Sparf, Lennart Bengtsson och Ilan Sadé. Finns även som YouTube-kanal; DGS-TV.
Finansieringen sker med hjälp av bidrag från privatpersoner och företag.

## Uppmärksammat inslag

### Rapport om invandring och brottslighet
2019 publicerade Det Goda Samhället rapporten ”Invandring och brottslighet – ett trettioårsperspektiv”. Rapporten är en uppdatering av Brottsförebyggande rådets (Brå) rapporter från 1996 och 2005, och väckte viss uppmärksamhet då den visade att den mest brottsbelastade befolkningsmässiga gruppen i Sverige är inrikes födda med två utrikes födda föräldrar.

## Kritik i media
År 2017 skrev frilansskribenten Mikael Nyberg på Aftonbladets kulursida att Det Goda Samhället sprider vanföreställningar om muslimer, bland annat genom att hävda att "det pågår ett asymmetriskt krig mellan islam och Väst".
Dagens Nyheter skrev i en ledarartikel år 2016 att sajten "medverkat till att normalisera hatet mot medierna". Som exempel nämndes Det Goda Samhällets försvar av den kontroversiella bloggaren Julia Caesar.